# Clorciclizina
La  clorciclizina è un principio attivo, un antistaminico. Fa parte del gruppo degli antagonisti dei recettori H di prima generazione insieme alla mepiramina, pirilamina, difenidramina, prometazina e altri.

## Effetti indesiderati
Fra gli effetti indesiderati si riscontra sonnolenza e cefalea.